# Zhu Rongji
Pour les articles homonymes, voir Zhu.
Dans ce nom chinois, le nom de famille, Zhu, précède le nom personnel.
 (août 2011).
Si vous disposez d'ouvrages ou d'articles de référence ou si vous connaissez des sites web de qualité traitant du thème abordé ici, merci de compléter l'article en donnant les références utiles à sa vérifiabilité et en les liant à la section « Notes et références ».
Zhu Rongji (chinois : 朱镕基, pinyin : Zhū Róngjì), né le 1er octobre 1928 à Changsha (Hunan), est un homme d'État chinois. Il est Premier ministre de la république populaire de Chine à 1998 à 2003 et membre du comité permanent du Politburo du quinzième Comité central du Parti communiste chinois.
Il est diplômé de l’université Qinghua en 1951.

## Origines
Zhu a rejoint le Parti communiste chinois en octobre 1949. Il fut diplômé de la prestigieuse université Qinghua où il étudia l’ingénierie électrique. Ensuite, il travailla pour le Département des Industries de la Chine du Nord-est comme chef adjoint du bureau de la programmation de la production.
De 1952 à 1958, il travailla à la Commission d’État pour la Planification comme chef de groupe puis chef adjoint de division. Ayant critiqué les politiques de “forte croissance irrationnelle” de Mao Zedong durant le Grand Bond en avant, Zhu fut étiqueté "Droitiste" en 1958 et envoyé comme professeur dans une école de cadres. Réhabilité en 1962, il travailla comme ingénieur au Bureau National de l’Économie de la Commission d’État pour la Planification jusqu’en 1969. 
Durant la révolution culturelle, Zhu fut à nouveau évincé, et de 1970 à 1975 il fut transféré dans une « École de Cadre du Sept Mai”, une sorte de ferme qui servait à rééduquer les cadres durant la révolution Culturelle.
De 1975 à 1979, il a servi comme ingénieur en chef adjoint d’une compagnie contrôlée par le Bureau des Pipelines au Ministère du Pétrole et comme directeur d’un Institut d’Économie Industrielle placé sous l’autorité de l’Académie Chinoise des Sciences Sociales.
Lorsque Deng Xiaoping commença ses réformes économiques en 1978, il chercha des conseillers qui pensaient comme lui et recruta Zhu. Deng réhabilita Zhu sur la base de ses pensées innovatrices  et ses idées économiques avancées.

## Carrière à Shanghai
Zhu alla travailler à la Commission économique de l’État comme chef de division au bureau des industries du pétrole et de l’énergie et comme directeur adjoint du bureau polyvalent de 1979 à 1982.  Il fut nommé membre de la Commission économique de l’État en 1982 et vice-ministre de la commission en 1983, position dans laquelle il resta jusqu’en 1987, date à laquelle il fut nommé maire de Shanghai.
Comme maire de Shanghai de 1989 à 1991, Zhu se fit connaître pour avoir supervisé le développement de Pudong, une zone économique spéciale (ZEC) de la taille de Singapour coincée entre Shanghai et la mer de Chine, et pour avoir modernisé la ville, ses télécommunications, ses constructions urbaines et ses transports.

## Vice-Premier ministre

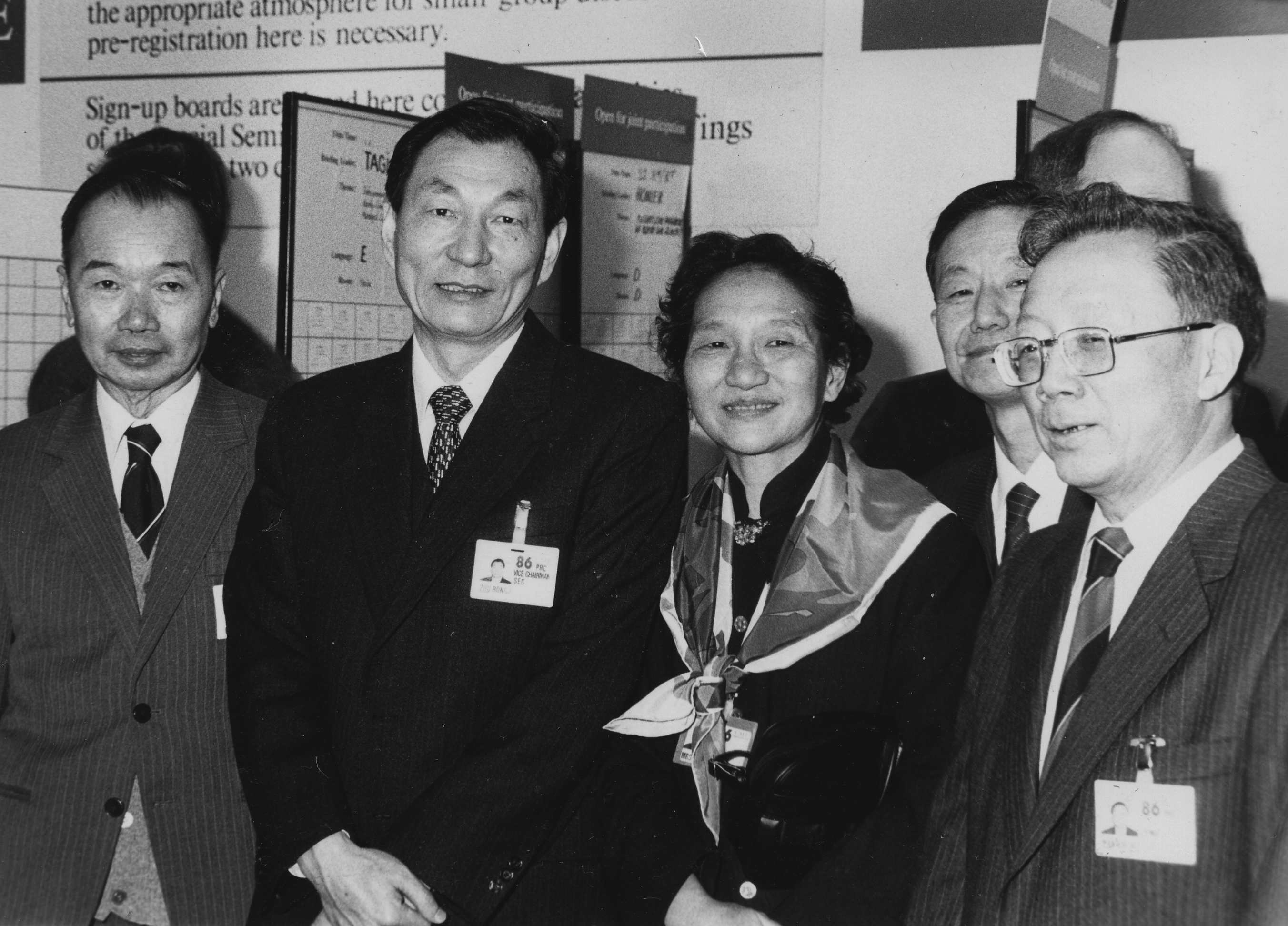
Zhu Rongji (deuxième à gauche) dirigeant la délégation chinoise au Forum économique mondial en 1986.

En 1991, Zhu devint vice-Premier ministre du Conseil des affaires de l'État. Il cumulait aussi la position de directeur du bureau de la production du Conseil d’État (14e Politburo). Il se concentra sur l’industrie, l’agriculture et la finance, lançant un effort pour sortir les entreprises d’État de leurs dettes. Pour la paysannerie, il élimina les promesses de paiement de l’État dans l’achat des céréales en rendant ces achats immédiatement payables.
Entre 1993 et 1995, Zhu fut membre du comité permanent du bureau politique du comité central du PCC tout en restant à son poste de vice premier ministre du Conseil d’État et de celui de gouverneur de la Banque populaire de Chine. De 1995 à 1998, il conserva les postes de membre du Comité permanent et de vice premier ministre. 
Dans son rôle de gouverneur de la Banque centrale, Zhu s’attaqua aux problèmes de surplus monétaire, augmentation des prix et d’un marché chaotique qui provenaient en grande partie de la fuite des capitaux. Après quatre ans de contrôle macro-économique réussi, la première tâche étant de réduire l’inflation, la surchauffe économique chinoise se ralentit pour effectuer un « atterrissage en douceur ». Avec ces résultats, Zhu fut reconnu comme un administrateur capable et devint premier ministre du Conseil d’État.

## Premier ministre
Le président Jiang Zemin nomma Zhu à la position de Premier ministre du Conseil d’État et la neuvième Assemblée populaire nationale (APN) confirma la nomination le 17 mars 1998 à la première session de l’APN. Zhu fut aussi réélu au Comité permanent du bureau politique du quinzième Comité central du PCC en septembre 1997 (15e Politburo).
Durant la période difficile de la fin des années 1990, Zhu a gardé l’économie sur sa lancée, ce qui a permis un taux de croissance moyen de 9,7 % l’an sur les deux dernières décennies du siècle. En 2002, malgré une grave crise financière en Asie (et des inondations catastrophiques) le produit intérieur brut chinois augmenta de 7,9 %, durant les neuf premiers mois de l’année, excédant les prévisions gouvernementales (7 %) malgré un ralentissement économique global. Ceci fut acquis, en partie, grâce à une intervention active de l’État pour stimuler la demande au travers d’augmentations salariales dans le secteur public et grâce à d’autres mesures.
Bien que les statistiques soient brillantes, Zhu dut s’attaquer à des problèmes structuraux : développement déséquilibré, inefficacité des entreprises d’État et système bancaire mis à mal par des prêts douteux.
La direction de la république populaire de Chine s’est battue pour moderniser les entreprises d’État sans augmenter massivement le chômage urbain. Comme des millions d’ouvriers perdaient leur emploi au fur et à mesure que les entreprises d’État fermaient, Zhu demanda un filet de sécurité financier pour les ouvriers licenciés. Sous la houlette de Zhu et de Wen Jiabao (son adjoint le plus proche et successeur), l’État a essayé de réduire le chômage en injectant le revenu des impôts dans l’économie et en maintenant la demande consommateur.
Des voix s’élevaient contre l’augmentation des stocks de produits manufacturés qui entraînait une baisse des prix et des profits et faisait augmenter le niveau des mauvaises dettes dans le système bancaire. Mais jusqu’à présent la demande pour des produits chinois, en Chine et à l’étranger, a été suffisamment forte pour mettre ces critiques de côté. La consommation a augmenté, poussée en partie par l’accroissement de la durée des vacances des employés.
Le bras droit de Zhu, le vice premier ministre Wen Jiabao, supervisa la réglementation pour les marchés boursiers et lutta pour développer les provinces de l’intérieur plus pauvres de manière à contenir les migrations de population et le mécontentement régional. Zhu et Wen établirent des limites aux impôts que devaient payer les paysans pour les protéger contre des officiels corrompus.
Respecté par les citoyens ordinaires, Zhu l’était aussi par les dirigeants politiques et hommes d’affaires occidentaux qui le trouvèrent rassurant et mettent à son actif l’ouverture de la Chine au travers des négociations d’accession à l’Organisation mondiale du commerce (OMC) en 2001.
Zhu est resté Premier ministre jusqu’en mars 2003, date à laquelle il a passé le relais à son fidèle second, Wen Jiabao, élu Premier ministre par l’Assemblée populaire nationale.

## Famille

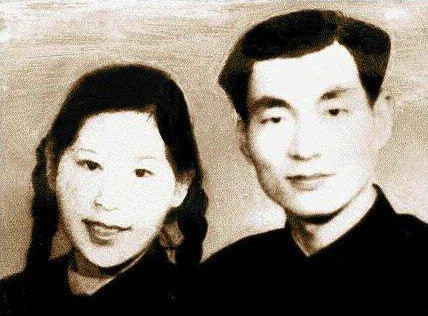
Zhu Rongji et son épouse en 1956.

Son fils Zhu Yunlai (en), né en 1957, a fait des études aux États-Unis. Il est l'un des dirigeants de la China International Capital Corporation, banque d'investissement sino-étrangère située à Hong Kong ,.